# Selice
Selice (em húngaro: Szelőce) é um município da Eslováquia, situado no distrito de Šaľa, na região de Nitra. Tem 38,36 km² de área e sua população em 2018 foi estimada em 2.830 habitantes.

## Demografia
| Ano:        | 1994 | 2004   | 2014   | 2024   |
| ----------- | ---- | ------ | ------ | ------ |
| Broj ljudi: | 2812 | 2914   | 2823   | 2846   |
| Razlika:    |      | +3,62% | -3,12% | +0,81% |

| Ano:               | 2023 | 2024   |
| ------------------ | ---- | ------ |
| Número de pessoas: | 2853 | 2846   |
| Diferença:         |      | -0,24% |